# Nicolas Alnoudji
Nicolas Alnoudji (Garoua, 9 de dezembro de 1979) é um ex-futebolista profissional dos Camarões, que atuava como meio-campo.

## Carreira
Disputou as Olimpíadas de Sydney, tendo conquistado a medalha de ouro com os Leões.

## Títulos
Camarões
- Copa das Nações Africanas: 2000